# Heinrich Johann von Jannau
Heinrich Johann von Jannau (Holstre, 1753. március 6. – Laiuse, 1821. január 30.) balti német író, evangélikus lelkész.

## Élete
Családja a reformáció idején hagyta el Csehországot, apja Friedrich Gustav Jannau (kb. 1717-1788), Holstre földesura, anyja Anna Catharina von Heydeken volt. A rigai székesegyház iskolájában tanult, ahol egyik tanára Johann Gottfried Herder volt. 1770 és  1773 közt a Göttingeni Egyetemen teológiát tanult, valamint August Ludwig von Schlözer történelmi előadásait hallgatta. Livóniába való visszatérte után előbb Põlva, majd Laiuse lelkésze lett, e hivatalát egész haláláig betöltötte. Apja 1784-ben kapott nemesi címet, vele együtt őt is nemesi rangra emelték. 1814-ben a tartui plébánia prépostja, 1819-ben a Livóniai Konzisztórium asszesszora lett.
Több írást is publikált a balti tartományok viszonyairól, történelméről, bírálta a jobbágyok elleni túlkapásokat s némi tulajdonjogot követelt számukra. Szorgalmazta a parasztok terheinek egységesítését, a parasztbíróságok felállítását s a vidéki iskolák gondozását. Főműve, a Geschichte der Sklaverey und Charakter der Bauern in Lief- und Ehstland (1786) az észt parasztság történetének legrégebbi monográfiája.
1784-ben kötött házasságot Auguste Johanna von Yhrmann-nal (1761-1800), a Võikvere-kastély urának lányával. Felesége halála után 1803-ban egy özvegyet vett feleségül, Sophie Elisabeth von Wrangellt (1776-1836, született: Sophie von Mandinstierna).  Idősebb fia, Heinrich Georg von Jannau Hargla és Laiuse lelkésze, második fia, Otto August von Jannau a rigai Jakob gyülekezet lelkésze volt.

## Munkái
- Sitten und Zeit, ein Memorial an Liefund Ehstlands Väter (1781) online
- Provinzialblätter an das lief- und ehstländische Publikum (1786) online
- Geschichte der Sklaverey und Charakter der Bauern in Lief- und Ehstland (1786) online
- Die Sophisterey in Ehstland, Ein Fragment an Herrn A. v. Kotzebue (1787) online
- Geschichte von Lief- und Ehstland pragmatisch vorgetragen (2 kiadás, 1793 és 1796) 1793-as kiadás online 1796-os kiadás online

## Fordítás
- Ez a szócikk részben vagy egészben  a   Heinrich Johann von Jannau című észt Wikipédia-szócikk ezen változatának fordításán alapul.  Az eredeti cikk szerkesztőit annak laptörténete sorolja fel. Ez a jelzés csupán a megfogalmazás eredetét és a szerzői jogokat jelzi, nem szolgál a cikkben szereplő információk forrásmegjelöléseként.